# Chaudandigadhi
Chaudandigadhi (Nepali बेल्टार-बसाहा Beltar-Basaha) ist eine Stadt (Munizipalität) im östlichen Terai Nepals im Distrikt Udayapur. 

## Geschichte
Die Stadt entstand 2014 durch Zusammenlegung der Village Development Committees Basaha und Beltar.  Bis zum Jahr 2017 trug die Stadt den Namen Beltar-Basaha. 
Im Zuge der Neustrukturierung der lokalen Ebene und der Schaffung der Gaunpalikas (Landgemeinden) durch Zusammenlegung und Abschaffung der Village Development Committees am 10. März 2017 wurden die VDCs Chaudandi, Siddhipur, Hadiya und Sundarpur eingemeindet und die Stadt umbenannt.

## Geographie
Chaudandigadhi liegt westlich des Koshi am Fuße der Siwaliks. Das Stadtgebiet umfasste bei der Gründung 68,9 km². Die Fläche wuchs nach den Eingemeindungen im Jahr 2017 auf 283,78 km².

## Einwohner
Bei der Volkszählung 2011 hatten die VDCs, aus welchen die Stadt entstand, 23.918 Einwohner (davon 10.767 männlich) in 5368 Haushalten. Nach den Eingemeindungen wuchs die Bevölkerungszahl auf 48.574 Einwohner.